# ムフシン・ムサバハー
ムハシン・ムサバハー（Muhsin Musabeh Faraj Fairouz, 1964年10月1日 - ）は、アラブ首長国連邦出身のサッカー選手。元アラブ首長国連邦代表。

## 経歴
1989年、イタリアW杯・アジア予選でUAE代表の正ゴールキーパーとしてプレーし、UAEの本大会出場の原動力となる。本大会ではグループリーグ2試合に出場した。1992年、アジアカップ・広島大会でUAE代表の正ゴールキーパーとしてベスト4進出に貢献した。アメリカW杯・アジア予選では怪我のせいで思うような出場はできなかった。UAEは最終戦進出を掛けて日本とも2試合を戦っているが、ともにムサバハーは欠場した。1敗1分に終わり、最終予選進出はならなかった。1996年、アジアカップ・UAE大会でUAE代表の正ゴールキーパーとして準優勝に貢献した。1997年、フランスW杯・アジア予選でUAE代表の正ゴールキーパーとしてプレーしたが、本大会出場はならなかった。2003年秋、現役を引退した。

## 代表歴
- 1990年 ワールドカップ・イタリア大会 （成績:グループリーグ敗退）
- 1992年 アジアカップ広島大会 （成績:ベスト4）
- 1996年 アジアカップUAE大会 （成績:準優勝）